# Christian Carl Gabel
Christian Carl Gabel, född 10 november 1679, död 3 augusti 1748, var en dansk sjöofficer och ämbetsman. Han var sonson till Christoffer Gabel.
Gabel blev 1715 viceamiral, var 1717-25 överkrigssekreterare, blev 1726 stiftsamtman och 1731 geheimeråd. Gabel deltog först med stor berömmelse i kriget mot Sverige och tillintetgjorde bland annat 1715 nära Femern en svensk eskader under Carl Hans Wachtmeister. Gabel arbetade senare framgångsrikt med att återställa ordningen i flottans administration.